# Globigerinoidesella
Globigerinoidesella es un género de foraminífero planctónico de la subfamilia Globigerininae, de la familia Globigerinidae, de la superfamilia Globigerinoidea, del suborden Globigerinina y del orden Globigerinida. Su especie tipo es Globigerina fistulosus. Su rango cronoestratigráfico abarca desde el Aquitaniense (Mioceno inferior) hasta la Actualidad.

## Descripción
Globigerinoidesella incluye especies con conchas trocoespiraladas, globigeriniformes radiadas, de trocospira baja a ligeramente alta; sus cámaras son inicialmente subesféricas, creciendo en tamaño de manera rápida, y finalmente comprimidias y radialmente alargadas, con numerosas extensiones fistulosas en el margen periférico; sus suturas intercamerales son incididas y curvadas; su contorno ecuatorial es subcuadrado, y lobulado a radiado; su periferia es redondeada; su ombligo es moderadamente amplio y abierto; su abertura principal era interiomarginal, umbilical (intraumbilical), con forma de arco amplio, y rodeada por un estrecho labio; presentan aberturas suplementarias suturales en el lado espiral, situadas en el contacto entre la espira y las suturas radiales; presentan pared calcítica hialina, fuertemente perforada con poros en copa poligonales, y superficie reticulada y espinosa, con espinas muy largas (y que dejan bases de espinas al morir).

## Discusión
Globigerinoidesella se considera un sinónimo subjetivo posterior de Globigerinoides, o bien su especie tipo es generalmente incluida en este género. No obstante, autores posteriores comienzan a considerarla un género válido, ya que representa la culminación de uno de los linajes de Globigerinoides de tipo-B (trilobus → sacculifer → fistulosa).

## Ecología y Paleoecología
Globigerinoidesella incluye especies con un modo de vida planctónico, de distribución latitudinal cosmopolita, preferentemente tropical-subtropical, y habitantes pelágicos de aguas superficiales (medio nerítico a epipelágico).

## Clasificación
Globigerinoidesella incluye a la siguiente especie:
- Globigerinoidesella fistulosa

Otra especie considerada en Globigerinoidesella es:
- Globigerinoidesella bollii